# Marko Čelebonović
Marko Čelebonović (en cirílico: Марко Челебоновић; Belgrado, Serbia, 1902 – 1986) fue uno de los pintores serbios más célebres del siglo XX.

## Biografía
Estudió leyes en Gran Bretaña y Francia. Inicialmente era un pintor aficionado, pero finalmente se convirtió en artista profesional. Su primera exposición la celebró en París en 1925, en el Salon des Tuileries.
A pesar de vivir en Francia, solía visitar y pintar en su país natal. En 1937 tuvo su primera exposición en Belgrado. Vivió en Saint Tropez hasta el estallido de la Segunda Guerra Mundial, cuando se unió al movimiento francés de resistencia.
Tras la guerra, retornó a Yugoslavia, enseñando en la Academia de Bellas Artes de Belgrado. Expuso al mismo tiempo en varias muestras en Francia, Yugoslavia y Suiza, y participó en exposiciones colectivas a través de Europa. 

## Obra
Su obra delata una marcada influencia francesa, siendo casi un reflejo del arte de esa nación en la década de los años 1930. Sin embargo características balcánicas sobresalen en su trabajo, verbigracia, un toque oriental así como una tendencia hacia la exuberancia y violencia cromática; con temas como el significado del silencio o el peso de un cuerpo entre otros. Bajo su actitud afectiva hacia la vida encontramos asimismo una subcorriente racional.
En sus años postreros Čelebonović dijo:

Mi vida y mi trabajo se han definido por mi actitud a Yugoslavia. He encadenado el destino de mi arte a la pintura yugoslava. Crecer y madurar es una cosa aparte. La influencia francesa es natural. Después de todo ¿quién ha estado libre de influencia?

- Datos: Q2742423
- Multimedia: Marko Čelebonović / Q2742423